# قسمة وحب (مسلسل)
قسمة وحب هو مسلسل تلفزيوني سوريكوميدي، عرض في شهر رمضان عام 2018م، تأليف و سيناريو و حوار بشار المارديني و إخراج عمار سهيل تميم إنتاج شاميانا للإنتاج الفني و من بطولة: صفاء سلطان و‌وسام حنا كما شارك في المسلسل ممثلون من لبنان والعراق.